# Mark Harmon (músico)
Mark Harmon é um produtor musical, compositor e baixista norte-americano, mais conhecido pelo trabalho dele na banda The 77s.
Mark e o vocalista da banda The 77s, Michael Roe fizeram parcerias instrumentais em DayDream and Orbis. Roe e Harmon também uniram-se sob o nome de 7&7iS para lançar um álbum intitulado, Fun With Sound em 2004.
Mark atualmente também performa com Jimmy Pailer & the Prophets, e também é membro do Mind(X).

## Discografia com 7&7iS
- 1989: More Miserable Than You'll Ever Be edição coleção em box set
- 1990: More Miserable Than You'll Ever Be
- 2004: Fun With Sound

## Álbuns instrumentais com Michael Roe
- 1999: Daydream
- 2002: Daydream re-lançamenro
- 2002: Orbis